# Liste der Stationen der Metro Prag

Netzplan der Metro

Die Liste der Stationen der Metro Prag ist eine Übersicht über die U-Bahnhöfe, die von der Prager Metro bedient werden. Das Netz umfasst derzeit drei Linien, die allesamt miteinander verbunden sind. Bei einer Streckenlänge von 65,3 Kilometern werden insgesamt 58 Stationen bedient, wobei drei Stationen von jeweils zwei Linien bedient werden. Die meisten U-Bahnhöfe befinden sich in der Prager Neustadt (Nové Město).
| Linie | Anzahl Stationen | Länge   | durchschnittl. Abstand | Eröffnung     | Jüngste Erweiterung |
| ----- | ---------------- | ------- | ---------------------- | ------------- | ------------------- |
| A     | 17               | 17,0 km | 1.063 m                | 12. Aug. 1978 | 6. Apr. 2015        |
| B     | 24               | 25,6 km | 1.113 m                | 2. Nov. 1985  | 26. Juni 2001       |
| C     | 20               | 22,7 km | 1.195 m                | 9. Mai 1974   | 8. Mai 2008         |
| Σ     | 61               | 65,3 km | 1.126 m                |               |                     |

## Legende
Die nachfolgende Liste gibt eine alphabetische Übersicht über die Bahnhöfe der Metro. Darüber hinaus werden weitergehende Informationen zu diesen, Verweise zu nahegelegenen Sehenswürdigkeiten und Bilder der Bahnsteige aufgezeigt. Zur besseren Übersicht werden die Bahnsteigebenen der Umsteigebahnhöfe getrennt voneinander aufgeführt. Die Bahnhöfe sind zunächst in alphabetischer, bei gleichem Namen in chronologischer Reihenfolge sortiert.
- Bahnhof: Name der Station
- Linie: Metrolinie, die die Station bedient.
- Eröffnung: Eröffnung der Station bzw. der Bahnsteigebene
- Lage: Lage der Bahnsteigebene (ober- bzw. unterirdisch).
- Stadtteil: Stadtteil, in der sich der U-Bahnhof befindet.
- S: Umsteigepunkt zur Esko Prag (S-Bahn-ähnliches Regionalsystem).
- T: Umsteigepunkt zur Prager Straßenbahn.
- Anmerkungen: weitere Informationen wie etwa ehemalige Stationsnamen.
- Umgebung: Sehenswürdigkeiten oder Institutionen in der näheren Umgebung.
- Bild: Bild der Station.

## Stationen
| Bahnhof                 | Linie | Eröffnung     | Lage         | Bezirk                  | S | T | Anmerkungen                                                         | Umgebung                                                                       | Bild               |
| ----------------------- | ----- | ------------- | ------------ | ----------------------- | - | - | ------------------------------------------------------------------- | ------------------------------------------------------------------------------ | ------------------ |
| Anděl Lage              | B     | 2. Nov. 1985  | unterirdisch | Smíchov                 | S | T | bis 1990 Moskevská; Übergang zur Esko am Bahnhof Smíchov/na knížecí |                                                                                | Anděl              |
| Bořislavka              | A     | 6. Apr. 2015  | unterirdisch |                         |   | T |                                                                     |                                                                                | Bořislavka         |
| Budějovická Lage        | C     | 9. Mai 1974   | unterirdisch | Krč                     |   |   |                                                                     |                                                                                | Budějovická        |
| Černý Most Lage         | B     | 8. Nov. 1998  | oberirdisch  | Černý Most              |   |   |                                                                     |                                                                                | Černý Most         |
| Českomoravská Lage      | B     | 22. Nov. 1990 | unterirdisch | Libeň, Vysočany         |   |   |                                                                     | O₂ Arena                                                                       | Českomoravská      |
| Chodov Lage             | C     | 11. Nov. 1980 | unterirdisch | Chodov                  |   |   | bis 1990 Budovatelů                                                 |                                                                                | Chodov             |
| Dejvická Lage           | A     | 12. Aug. 1978 | unterirdisch | Dejvice                 |   | T | bis 1990 Leninova                                                   |                                                                                | Dejvická           |
| Depo Hostivař Lage      | A     | 26. Mai 2006  | oberirdisch  | Strašnice               |   | T |                                                                     |                                                                                | Depo Hostivař      |
| Flora Lage              | A     | 19. Dez. 1980 | unterirdisch | Vinohrady               |   | T |                                                                     | Olšany-Friedhof                                                                | Flora              |
| Florenc Lage            | C     | 9. Mai 1974   | unterirdisch | Karlín, Nové Město      |   | T | bis 1990 Sokolovská                                                 | Musiktheater Karlín                                                            | Florenc            |
| Florenc Lage            | B     | 2. Nov. 1985  | unterirdisch | Karlín, Nové Město      |   | T | bis 1990 Sokolovská                                                 | Musiktheater Karlín                                                            | Florenc            |
| Háje Lage               | C     | 11. Nov. 1980 | unterirdisch | Háje                    |   |   | bis 1990 Kosmonautů                                                 |                                                                                | Háje               |
| Hlavní nádraží Lage     | C     | 9. Mai 1974   | unterirdisch | Nové Město              | S | T |                                                                     | Jerusalemsynagoge, Nationalgalerie, Staatsoper                                 | Hlavní nádraží     |
| Hloubětín Lage          | B     | 8. Juni 1999  | unterirdisch | Hloubětín               |   | T | nachträglich eröffnet                                               |                                                                                | Hloubětín          |
| Hradčanská Lage         | A     | 12. Aug. 1978 | unterirdisch | Dejvice, Hradčany       | S | T | Übergang zur Esko am Bahnhof Praha-Dejvice                          | Prager Burg                                                                    | Hradčanská         |
| Hůrka Lage              | B     | 11. Nov. 1994 | oberirdisch  | Stodůlky                |   |   | oberirdische gedeckelte Station                                     |                                                                                | Hůrka              |
| I. P. Pavlova Lage      | C     | 9. Mai 1974   | unterirdisch | Nové Město, Vinohrady   |   | T |                                                                     | Kloster St. Katharina, Villa Amerika                                           | I. P. Pavlova      |
| Invalidovna Lage        | B     | 22. Nov. 1990 | unterirdisch | Karlín                  |   | T |                                                                     |                                                                                | Invalidovna        |
| Jinonice Lage           | B     | 26. Okt. 1988 | unterirdisch | Jinonice                |   |   | bis 1990 Švermova                                                   |                                                                                | Jinonice           |
| Jiřího z Poděbrad Lage  | A     | 19. Dez. 1980 | unterirdisch | Vinohrady               |   | T |                                                                     |                                                                                | Jiřího z Poděbrad  |
| Kačerov Lage            | C     | 9. Mai 1974   | unterirdisch | Krč, Michle             | S |   |                                                                     |                                                                                | Kačerov            |
| Karlovo náměstí Lage    | B     | 2. Nov. 1985  | unterirdisch | Nové Město              |   | T |                                                                     | Karlsplatz, St. Cyrill und Method, St. Wenzel am Zderaz                        | Karlovo náměstí    |
| Kobylisy Lage           | C     | 26. Juni 2004 | unterirdisch | Kobylisy                |   | T |                                                                     |                                                                                | Kobylisy           |
| Kolbenova Lage          | B     | 26. Juni 2001 | unterirdisch | Vysočany                |   | T | nachträglich eröffnet                                               |                                                                                | Kolbenova          |
| Křižíkova Lage          | B     | 22. Nov. 1990 | unterirdisch | Karlín                  |   | T |                                                                     |                                                                                | Křižíkova          |
| Ládví Lage              | C     | 26. Juni 2004 | unterirdisch | Kobylisy                |   | T |                                                                     |                                                                                | Ládví              |
| Letňany Lage            | C     | 8. Mai 2008   | unterirdisch | Letňany                 |   |   |                                                                     | Flugplatz Prag-Letňany                                                         | Letňany            |
| Luka Lage               | B     | 11. Nov. 1994 | oberirdisch  | Stodůlky                |   |   | oberirdische gedeckelte Station                                     |                                                                                | Luka               |
| Lužiny Lage             | B     | 11. Nov. 1994 | unterirdisch | Stodůlky                |   |   | Tunnelstation mit Tageslichteinfall                                 |                                                                                | Lužiny             |
| Malostranská Lage       | A     | 12. Aug. 1978 | unterirdisch | Malá Strana             |   | T |                                                                     | Prager Burg, Waldsteinpalais                                                   | Malostranská       |
| Můstek Lage             | A     | 12. Aug. 1978 | unterirdisch | Nové Město, Staré Město |   | T |                                                                     | St. Maria Schnee, Wenzelsplatz                                                 | Můstek             |
| Můstek Lage             | B     | 2. Nov. 1985  | unterirdisch | Nové Město, Staré Město |   |   |                                                                     | St. Maria Schnee, Wenzelsplatz                                                 | Můstek             |
| Muzeum Lage             | C     | 9. Mai 1974   | unterirdisch | Nové Město              |   | T |                                                                     | Nationalmuseum, Staatsoper, Wenzelsplatz                                       | Muzeum             |
| Muzeum Lage             | A     | 12. Aug. 1978 | unterirdisch | Nové Město              |   | T |                                                                     | Nationalmuseum, Staatsoper, Wenzelsplatz                                       | Muzeum             |
| Nádraží Holešovice Lage | C     | 3. Nov. 1984  | unterirdisch | Holešovice              | S | T | bis 1990 Fučíkova                                                   | Zoo (Bus 112)                                                                  | Nádraží Holešovice |
| Nádraží Veleslavín      | A     | 6. Apr. 2015  | unterirdisch | Veleslavín              | S | T | Übergang zum Bus 119 Richtung Flughafen                             |                                                                                | Nádraží Holešovice |
| Náměstí Míru Lage       | A     | 12. Aug. 1978 | unterirdisch | Vinohrady               |   | T |                                                                     | Friedensplatz, Theater in den Weinbergen                                       | Náměstí Míru       |
| Náměstí Republiky Lage  | B     | 2. Nov. 1985  | unterirdisch | Nové Město              | S | T | Übergang zur Esko am Masarykovo nádraží                             | Gemeindehaus, Platz der Republik, Prager Pulverturm, Tschechische Nationalbank | Náměstí Republiky  |
| Národní třída Lage      | B     | 2. Nov. 1985  | unterirdisch | Nové Město              |   | T |                                                                     | St. Maria Schnee, St. Michael                                                  | Národní třída      |
| Nemocnice Motol         | A     | 6. Apr. 2015  | oberirdisch  | Motol                   |   |   |                                                                     | Universitätskrankenhaus Motol                                                  | Nemocnice Motol    |
| Nové Butovice Lage      | B     | 26. Okt. 1988 | unterirdisch | Stodůlky                |   |   | bis 1990 Dukelská                                                   |                                                                                | Nové Butovice      |
| Opatov Lage             | C     | 11. Nov. 1980 | unterirdisch | Chodov                  |   |   | bis 1990 Družby                                                     |                                                                                | Opatov             |
| Palmovka Lage           | B     | 22. Nov. 1990 | unterirdisch | Libeň                   |   | T |                                                                     |                                                                                | Palmovka           |
| Pankrác Lage            | C     | 9. Mai 1974   | unterirdisch | Nusle                   |   |   | bis 1990 Mládežnická                                                |                                                                                | Pankrác            |
| Petřiny                 | A     | 6. Apr. 2015  | unterirdisch | Petřiny                 |   | T |                                                                     | Obora Hvězda                                                                   | Pankrác            |
| Pražského povstání Lage | C     | 9. Mai 1974   | unterirdisch | Nusle                   |   | T |                                                                     |                                                                                | Pražského povstání |
| Prosek Lage             | C     | 8. Mai 2008   | unterirdisch | Prosek                  |   |   |                                                                     | Bobová Dráha Prosek (Sommerrodelbahn)                                          | Prosek             |
| Radlická Lage           | B     | 26. Okt. 1988 | unterirdisch | Radlice                 |   | T |                                                                     |                                                                                | Radlická           |
| Rajská zahrada Lage     | B     | 8. Nov. 1998  | oberirdisch  | Černý Most              |   |   |                                                                     |                                                                                | Rajská zahrada     |
| Roztyly Lage            | C     | 11. Nov. 1980 | unterirdisch | Chodov                  |   |   | bis 1990 Primátora Vacka                                            |                                                                                | Roztyly            |
| Skalka Lage             | A     | 4. Nov. 1990  | unterirdisch | Strašnice               |   |   |                                                                     |                                                                                | Skalka             |
| Smíchovské nádraží Lage | B     | 2. Nov. 1985  | unterirdisch | Smíchov                 | S | T |                                                                     |                                                                                | Smíchovské nádraží |
| Staroměstská Lage       | A     | 12. Aug. 1978 | unterirdisch | Staré Město             |   | T |                                                                     | Altstädter Ring, Palais Goltz-Kinsky, Pinkas-Synagoge, Rudolfinum              | Staroměstská       |
| Stodůlky Lage           | B     | 11. Nov. 1994 | unterirdisch | Stodůlky                |   |   |                                                                     |                                                                                | Stodůlky           |
| Strašnická Lage         | A     | 11. Nov. 1987 | unterirdisch | Strašnice               |   | T |                                                                     |                                                                                | Strašnická         |
| Střížkov Lage           | C     | 8. Mai 2008   | oberirdisch  | Střížkov                |   |   |                                                                     |                                                                                | Střížkov           |
| Vltavská Lage           | C     | 3. Nov. 1984  | unterirdisch | Holešovice              | S | T | Übergang zur Esko am Bahnhof Praha-Bubny                            | Ausstellungspalast                                                             | Vltavská           |
| Vyšehrad Lage           | C     | 9. Mai 1974   | oberirdisch  | Nusle                   |   |   | bis 1990 Gottwaldova; oberirdische gedeckelte Station               |                                                                                | Vyšehrad           |
| Vysočanská Lage         | B     | 8. Nov. 1998  | unterirdisch | Vysočany                | S | T | Übergang zur Esko am Bahnhof Praha-Vysočany                         |                                                                                | Vysočanská         |
| Želivského Lage         | A     | 19. Dez. 1980 | unterirdisch | Vinohrady, Žižkov       |   | T |                                                                     | Friedhöfe Olšany                                                               | Želivského         |
| Zličín Lage             | B     | 11. Nov. 1994 | unterirdisch | Třebonice               |   |   | Übergang zum Bus 100 Richtung Flughafen                             |                                                                                | Zličín             |